# 15555 Luochihi
15555 Luochihi este o planetă minoră (asteroid), cu un diametru de 6,188 km, din centura de asteroizi. A fost descoperită pe 30 martie 2000 la Experimental Test Site⁠(d) de Lincoln Near-Earth Asteroid Research. 
Obiectul prezintă o orbită caracterizată de o semiaxă mare de 2,9877777 UAi, o excentricitate de 0,06, o înclinație de 10,29263 ° în raport cu ecliptica.